# Badminton-Junioreneuropameisterschaft 1991
Die Badminton-Junioreneuropameisterschaft 1991 fand vom 31. März bis zum 6. April 1991 in Budapest statt.

## Medaillengewinner
| Disziplin    | Gold | Silber | Bronze |
| ------------ | --- | --- | --- |
| Herreneinzel | Jürgen Koch | Joris van Soerland | Vladislav Druzchenko                                                                                            |
| Herreneinzel | Jürgen Koch | Joris van Soerland | Simon Archer |
| Dameneinzel  | Lotte Thomsen | Anne Søndergaard | Mette Pedersen                                                                                                  |
| Dameneinzel  | Lotte Thomsen | Anne Søndergaard | Alison Humby |
| Herrendoppel | Martin Lundgaard Hansen Peter Christensen | Vladislav Druzchenko Valeriy Strelcov                                                                                       | Ian Pearson James Anderson                                                                                      |
| Herrendoppel | Martin Lundgaard Hansen Peter Christensen | Vladislav Druzchenko Valeriy Strelcov                                                                                       | Jim Laugesen Thomas Damgaard                                                                                    |
| Damendoppel  | Trine Pedersen Mette Pedersen | Alison Humby Joanne Wright                                                                                                  | Nicole van Hooren Brenda Conijn                                                                                 |
| Damendoppel  | Trine Pedersen Mette Pedersen | Alison Humby Joanne Wright                                                                                                  | Karolina Ericsson Lotta Andersson                                                                               |
| Mixed        | Peter Christensen Rikke Broen | Joris van Soerland Nicole van Hooren                                                                                        | Valeriy Strelcov Svetlana Alferova                                                                              |
| Mixed        | Peter Christensen Rikke Broen | Joris van Soerland Nicole van Hooren                                                                                        | Simon Archer Joanne Davies                                                                                      |
| Mannschaft   | Sowjetunion Vladislav Druzchenko Valeriy Strelcov Konstantin Tatranov Michail Mizin Saule Kustavletova Marina Yakusheva Irina Yakusheva Svetlana Alferova Alexey Ivashin (Trainer) | Joris van Soerland Nicole van Hooren Jeroen Steffers Bram Bakker Ruud Kuijten Brenda Conijn Carolien Glebbeek Esmee Albinus | Dänemark Martin Lundgaard Hansen Peter Christensen Anne Søndergaard Trine Pedersen Mette Pedersen Lotte Thomsen |

## Resultate

### Halbfinale
| Disziplin    | Sieger                                    | Finalist                           | Ergebnis           |
| ------------ | ----------------------------------------- | ---------------------------------- | ------------------ |
| Herreneinzel | Joris van Soerland                        | Vladislav Druzchenko               | 18–17, 15–13       |
| Herreneinzel | Jürgen Koch                               | Simon Archer                       | 11–15, 15–12, 15–8 |
| Dameneinzel  | Anne Søndergaard                          | Mette Pedersen                     | 11–5, 12–11        |
| Dameneinzel  | Lotte Thomsen                             | Alison Humby                       | 11–2, 11–2         |
| Herrendoppel | Martin Lundgaard Hansen Peter Christensen | Ian Pearson James Anderson         | 15–7, 15–1         |
| Herrendoppel | Valeriy Strelcov Vladislav Druzchenko     | Jim Laugesen Thomas Damgaard       | 18–16, 15–7        |
| Damendoppel  | Alison Humby Joanne Wright                | Brenda Conijn Nicole van Hooren    | 15–10, 15–5        |
| Damendoppel  | Mette Pedersen Trine Pedersen             | Karolina Ericsson Lotta Andersson  | 15–9, 15–7         |
| Mixed        | Joris van Soerland Nicole van Hooren      | Simon Archer Joanne Davies         | 15–11, 15–4        |
| Mixed        | Peter Christensen Rikke Broen             | Valeriy Strelcov Svetlana Alferova | 15–4, 15–8         |

### Finale
| Disziplin    | Sieger                                    | Finalist                              | Ergebnis          |
| ------------ | ----------------------------------------- | ------------------------------------- | ----------------- |
| Herreneinzel | Jürgen Koch                               | Joris van Soerland                    | 15–1, 15–4        |
| Dameneinzel  | Lotte Thomsen                             | Anne Søndergaard                      | 7–11, 11–7, 11–0  |
| Herrendoppel | Martin Lundgaard Hansen Peter Christensen | Valeriy Strelcov Vladislav Druzchenko | 15–7, 15–10       |
| Damendoppel  | Mette Pedersen Trine Pedersen             | Alison Humby Joanne Wright            | 15–8, 15–6        |
| Mixed        | Peter Christensen Rikke Broen             | Joris van Soerland Nicole van Hooren  | 6–15, 15–10, 15–5 |

## Mannschaften

### Endstand
- 1.  Sowjetunion
- 2.  Niederlande
- 3.  Dänemark
- 4.  England
- 5.  Schweden
- 6.  Polen
- 7.  Deutschland
- 8.  Schottland
- 9.  Irland
- 10.  Österreich
- 11.  Norwegen
- 12.  Wales
- 13.  Finnland
- 14.  Portugal
- 15.  Island
- 16.  Frankreich
- 17.  Ungarn
- 18.  Belgien
- 19.  Schweiz
- 20.  Bulgarien
- 21.  Spanien
- 22.  Tschechoslowakei
- 23.  Zypern
- 24.  Italien
- 25.  Jugoslawien
- 26.  Rumänien
- 27.  Malta